# Église Saint-Pierre de Gesnes-le-Gandelin
Pour les articles homonymes, voir Église Saint-Pierre.
L'église Saint-Pierre est une église catholique située à Gesnes-le-Gandelin, en France.

## Localisation
L'église est située dans le département français de la Sarthe, à l'ouest du bourg de Gesnes-le-Gandelin.

## Historique
L'église date des XIIIe et XVIe siècles. Le clocher, le porche, le transept et le chœur sont inscrits au titre des monuments historiques depuis le 22 décembre 1927.

## Architecture

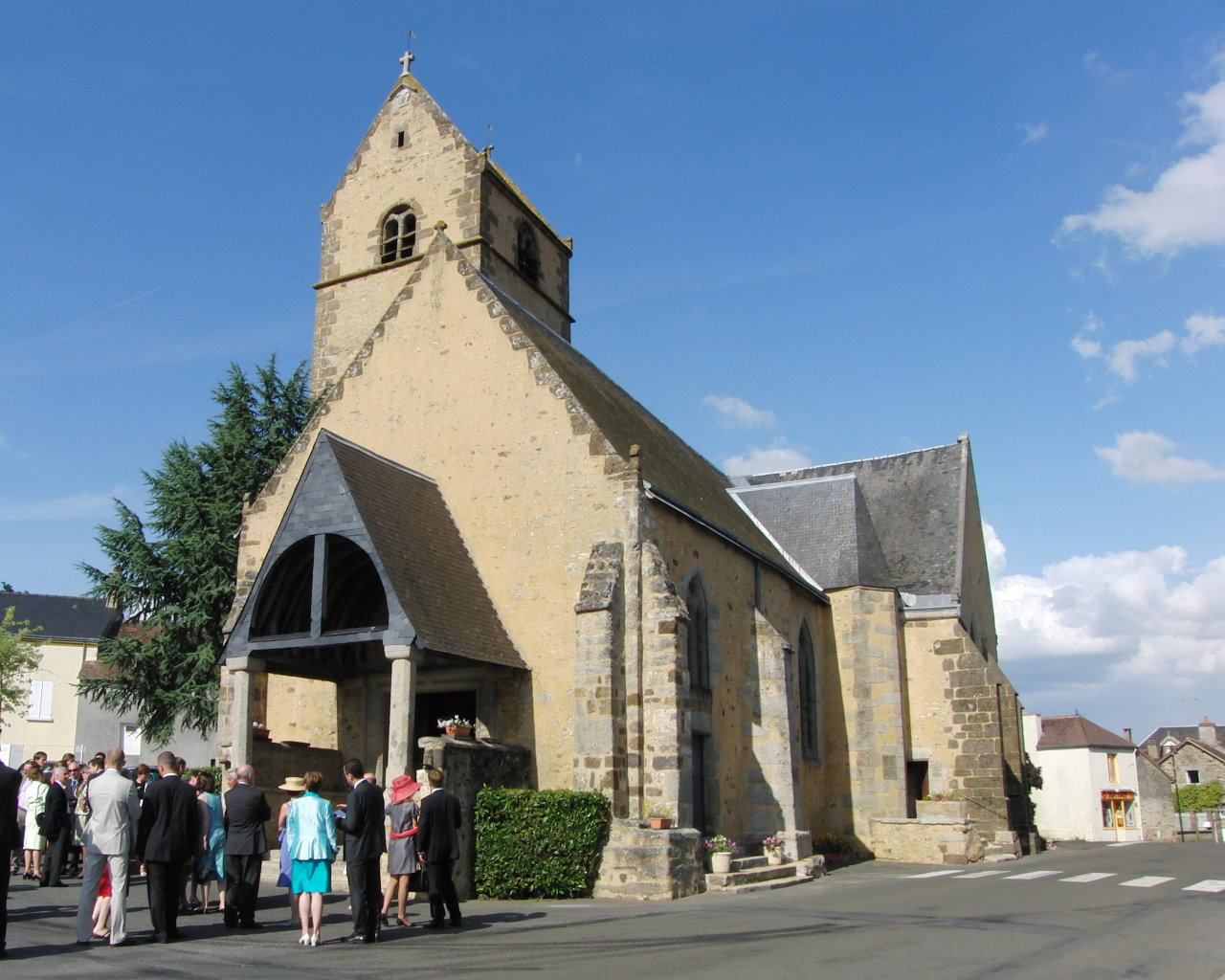
Vue occidentale.

L'église est en forme de croix latine. Les contreforts et les pierres angulaires sont en grès rouge (« pierre de roussard »). Les deux fenêtres gothiques de la nef sont en granit de Condé-sur-Sarthe et les fenêtres du chœur et du transept ainsi que la voûte sont en calcaire blanc du Val de Loire. Le clocher en bâtière mesure 28 m de haut. De section carrée, il comprend quatre niveaux. Chaque étage est séparé par une ceinture extérieure de roussard appelée « larmier » dont la fonction est d'empêcher l'eau de ruisseler. Au sommet du toit se trouvent deux croix en granit surmontées chacune d'un emblème figurant une tête de dragon couronnée.
À l'intérieur de l'église, La Crucifixion ou poutre de gloire, groupe sculpté en bois du XVIe siècle, est classé à titre d'objet aux Monuments historiques (arrêté du 16 juillet 1908). Les personnages mesurent 1,20 mètre.
Les peintures ornementales de l'église furent exécutées à l'issue de la campagne de travaux réalisés à la fin du XIXe siècle sous la direction de l'architecte Auguste Ricordeau. Elles sont toutes exécutées sur un badigeon qui couvre l'enduit. Elles ont peut-être été réalisées à l'huile. Les murs de la nef et du chœur sont ornés d'une imitation de pierres de taille blanches à joints rouges tandis que les voûtes sont couvertes d'une imitation de pierres de taille jaunes à joints blancs.

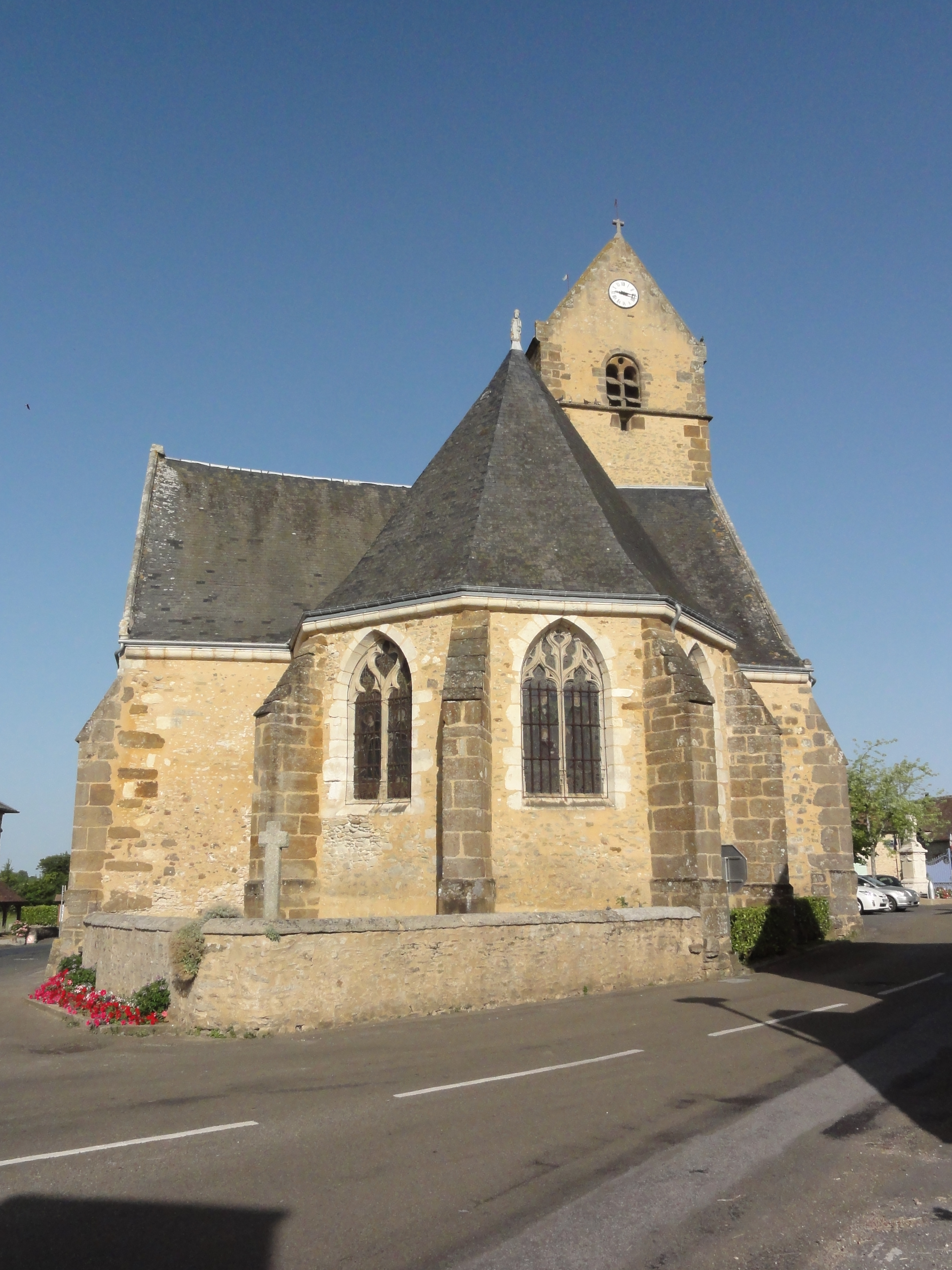
Coté abside.
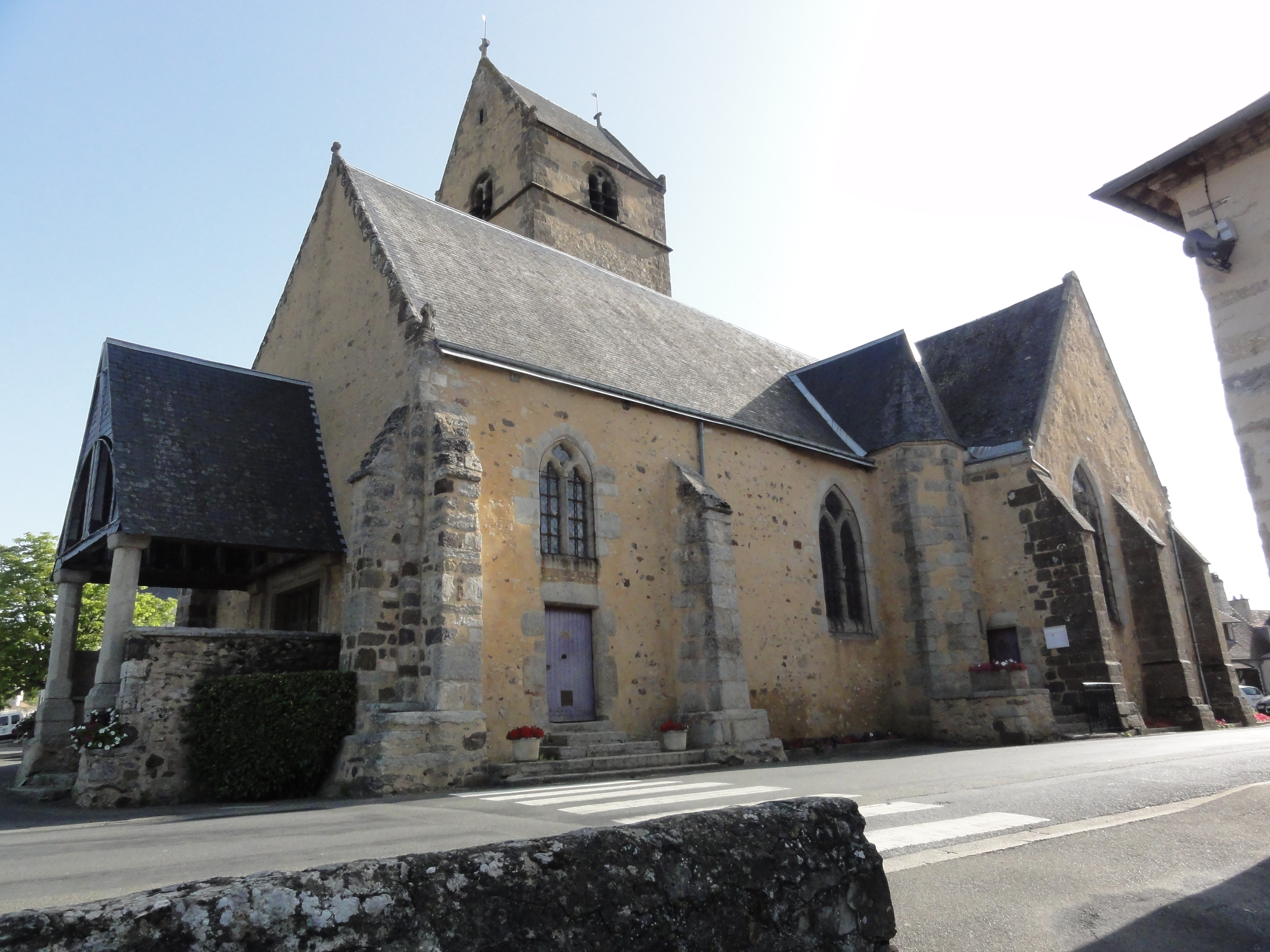
Vue latérale coté rue.
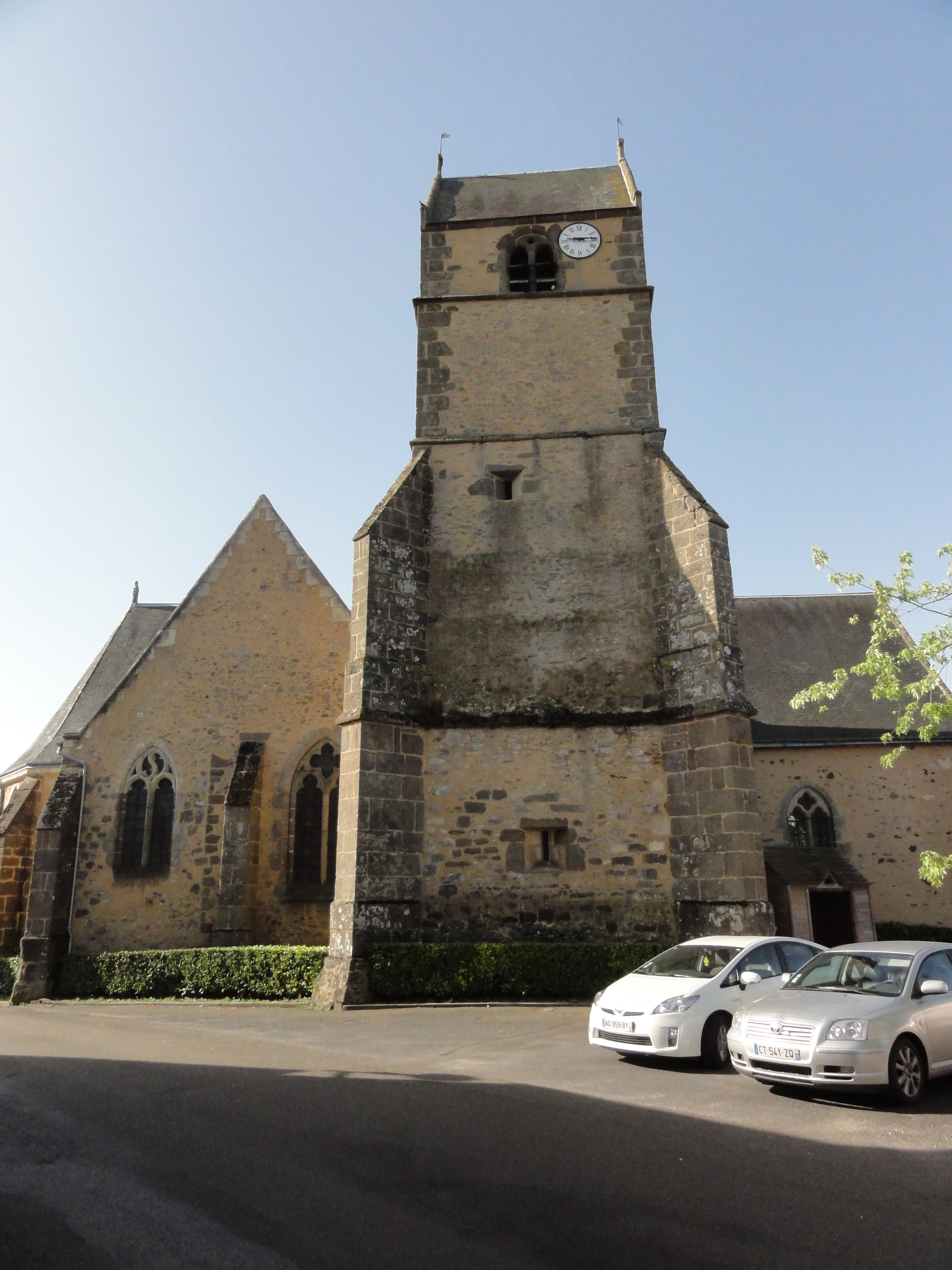
Coté tour.
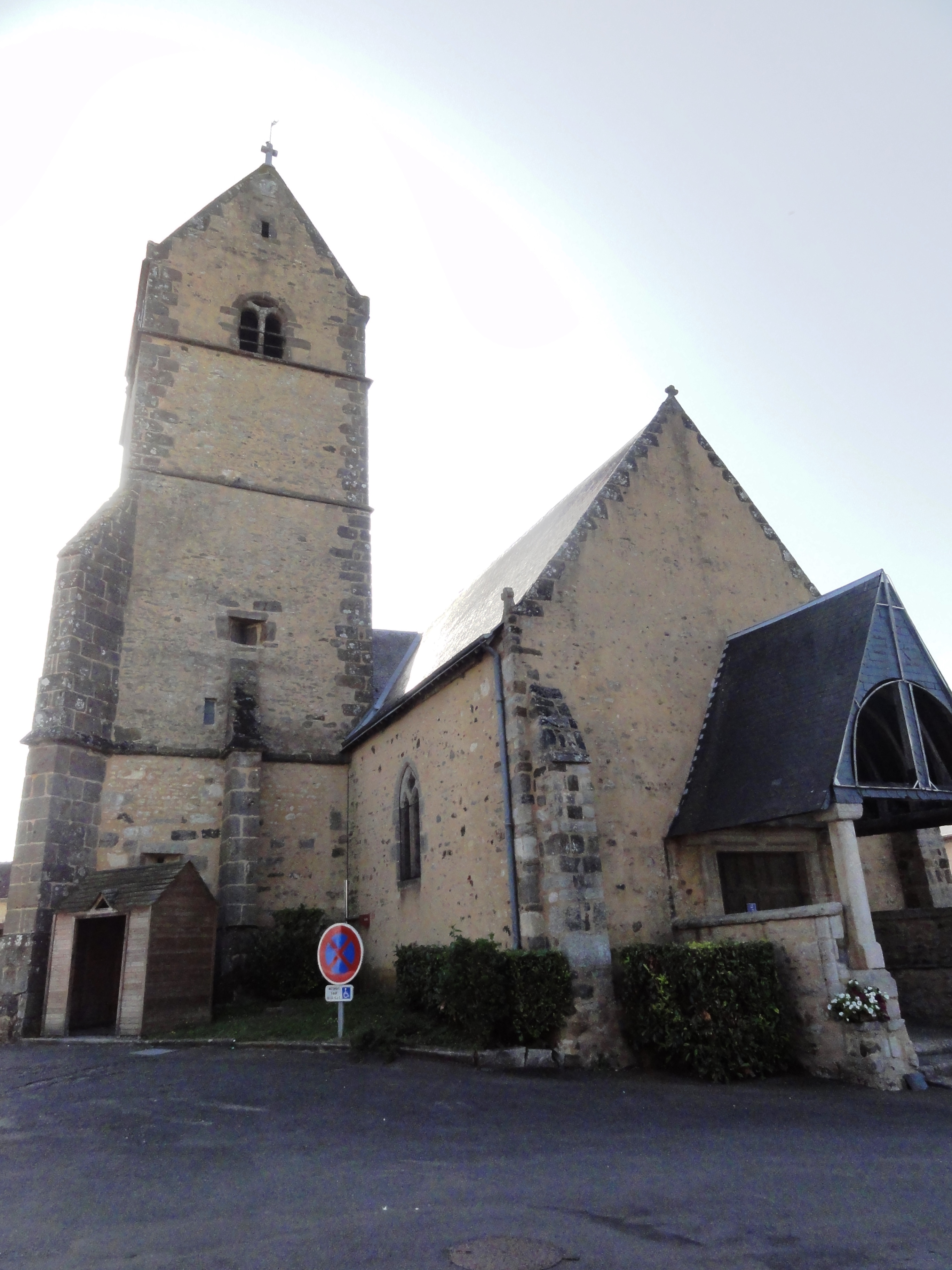
Position de la tour par rapport au nef.